# تشارلي بين (ممثل)
تشارلي بين (بالإنجليزية: Charlie Bean)‏ هو منتج تلفزيوني ورسام رسوم متحركة وكاتب سيناريو ومخرج وممثل أمريكي، ولد في 1963.

## وصلات خارجية
- تشارلي بين على موقع IMDb (الإنجليزية)
- تشارلي بين على موقع ألو سيني (الفرنسية)
- تشارلي بين على موقع قاعدة بيانات الفيلم (الإنجليزية)